# Alsmithia
Alsmithia H.E.Moore  é um género botânico pertencente à família Arecaceae, subfamília Arecoideae, tribo Areceae, subtribo Iguanurinae.
As planta do gênero estão relativamente generalizadas em todo o Pacífico ocidental, distribuido em Nova Guiné, nas Filipinas, nas Ilhas Salomão, no leste da Indonésia e Micronésia.

## Sinonímia
- Heterospathe Scheff.

## Espécies
Apresenta uma única espécie:
- Alsmithia longipes H.E.Moore